# Редерн, Генрих фон
Граф Генрих Александр фон Редерн (нем. Heinrich Alexander von Redern; 26 сентября 1804 — 23 октября 1888) — прусский дипломат, действительный тайный советник и обер-камергер (Ober-Gewand-Kämmerer), посол Пруссии в России (1863—1865).

## Биография
Родился в 1804 году в Пруссии в семье гофмаршала малого двора принца Генриха Прусского и камергера графа Вильгельма Якоба Морица фон Редерна (1750—1816) и его второй жены Вильгельмины, урождённой фон Оттерштедт (1772—1842). Младший брат генерального директора прусских королевских театров Вильгельма фон Редерна (1802—1883). Приходился дальним родственником другому прусском послу в России, фон дер Грёбену (1744—1799), мать которого происходила из семьи фон Редерн.
Генрих фон Редерн всю жизнь состоял на прусской дипломатической службе и занимал следующие должности:
- Посол Пруссии в Гессен-Дармштадте (столица — Дармштадт; 1838—1842) — временный поверенный в делах
- Посол Пруссии в Сардинском королевстве (столица — Турин; 1845—1848)
- Посол Пруссии в Королевстве Саксония (столица — Дрезден; 1853—1859)
- Посол Пруссии в Королевстве Бельгия (1859—1863)
- Посол Пруссии в Российской империи (столица — Санкт-Петербург; 1863—1865)

В 1883 году унаследовал всё имущество бездетного старшего брата, в том числе берлинский дворец Редерн.
Скончался в 1888 году.

## Награды
Королевства Пруссия:
- Орден Святого Иоанна Иерусалимского почётный кавалер (1832, Ehrenritter)[2]; кавалер по праву (1858, Rechtsritter)[3]
- Орден Красного орла 3-го класса с бантом[4]
- Орден Красного орла 2-го класса с дубовыми листьями (1851)[5]
- Орден Красного орла 2-го класса со звездой и дубовыми листьями (1854)[6]
- Орден Красного орла 1-го класса с дубовыми листьями (18 октября 1862)[7]
- Орден Короны 1-го класса с эмалевой лентой ордена Красного орла с дубовыми листьями (1 ноября 1866)[8]
- Орден Красного орла большой крест с дубовыми листьями (22 марта 1879)[9]

Российской империи:
- Орден Святого Станислава 1-й степени
- Орден Святой Анны 1-й степени
- Орден Белого орла
- Орден Святого Александра Невского

Прочие:
- Орден Людвига командорский крест 2-го класса (4 мая 1842, великое герцогство Гессен)[10]
- Орден Гражданских заслуг Баварской короны рыцарский крест (1843, королевство Бавария)[11]
- Орден Филиппа Великодушного большой крест (22 марта 1846, великое герцогство Гессен)[12]
- Орден Железной короны 1-го класса (1854, Австро-Венгрия)[13]
- Орден Альбрехта большой крест (1857, королевство Саксония)[14]
- Династический орден Альбрехта Медведя большой крест (18 марта 1859)[15]
- Орден Белого сокола большой крест (великое герцогство Саксен-Веймар-Эйзенах)
- Орден Саксен-Эрнестинского дома большой крест
- Орден Леопольда I большой крест (королевство Бельгия)
- Орден Святых Маврикия и Лазаря большой крест (королевство Италия)

## Семья
Генрих фон Редерн был женат на княгине Виктории Одескальки (1811—1889). В этом браке родилось трое детей, сын и 2 дочери, в том числе:
- Вильгельм (нем. Wilhelm Heinrich Sigismund Joachim Viktor Innocenz Graf von Redern) (19 февраля 1842, Дармштадт — 1 декабря 1909, Берлин)[16] — дипломат, наследственный член палаты господ[17] ландтага Пруссии.